# Papilio pitmani
Espèce
Papilio pitmani ou Hélène de Pitman est une espèce de lépidoptères (papillons) de la famille des Papilionidae. L'espèce vit en Indochine. Elle est parfois considérée comme une sous-espèce de Papilio prexaspes sous le nom Papilio prexaspes pitmani.

## Description

### Imago
L'adulte mesure entre 7 et 9 cm d'envergure. À l'avers les ailes antérieures sont noires avec parfois une petite macule blanche sur le bord inférieur. Les ailes postérieures ont des queues et sont noires avec une larges macule blanche qui s'estompe vers l'angle anal. Au revers les ailes sont un peu plus claires, les ailes antérieures sont noires, les ailes postérieures portent une large macule blanche et une série de lunules orangées dans la partie marginale.  

## Écologie
L'écologie de cette espèce est mal connue. La femelle pond ses œufs sur des plantes de la famille des Rutacées. Les chenilles consomment les feuilles de la plante-hôte et passent par cinq stades. Comme tous les Papilionides elles portent derrière la tête un osmeterium fourchu qu'elles déploient quand elles se sentent menacée et qui dégage une odeur malodorante. 
Les chenilles se changent en chrysalide sur une branche. La chrysalide est maintenue à la verticale par une ceinture de soie.

## Habitat et répartition
Papilio pitmani vit dans les forêts tropicales humides, plutôt dans les basse-terres. L'espèce est présente en Indochine, dans le sud de la Birmanie, en Thaïlande et au Vietnam et au Laos.

## Systématique
L'espèce Papilio pitmani a été décrite pour la première fois en 1887 par Henry John Elwes et Lionel de Nicéville dans Journal of the Asiatic Society of Bengal, à partir de quatre spécimens mâles trouvés à Tavoy en Birmanie. L'espèce est nommée en l'honneur de M. Pitman, qui a supervisé la collecte de ces insectes. L'espèce est considérée par certains auteurs comme une sous-espèce de Papilio prexaspes sous le nom Papilio prexaspes pitmani.

## Papilio pitmaniet l'Homme

### Nom vernaculaire
L'espèce est appelée Pitman's Helen.

### Menaces et conservation
L'espèce n'est pas évaluée par l'UICN. En 1985 elle n'était pas considérée comme menacée.